# Romance musical
Romance musical es una película de Argentina en blanco y negro dirigida por Ernesto Arancibia según el guion de Sixto Pondal Ríos y Carlos Olivari que se estrenó el 22 de enero de 1947 y que tuvo como protagonistas a Libertad Lamarque, Juan José Míguez y Enrique de Rosas. Fue la última película filmada por Libertad Lamarque en Argentina antes de exilarse y recién volvió a hacerlo 25 años después con La sonrisa de mamá.

## Sinopsis
Un marido que se cree engañado contrata a un detective para que durante un crucero vigile a su esposa, pero esta se hace suplantar por una cantante.

## Reparto
- Libertad Lamarque ... Mercedes "Mecha" Garay
- Juan José Míguez ... Oscar Vergez
- Enrique de Rosas ... Mario Castro
- Berta Moss ... Elvira Peña de Castro
- Carlos Castro ... Di Maray
- Ernesto Raquén ... Miguel
- Miriam Sucre ... Secretaria de Castro
- Elena Zucotti
- Julio Renato ... Médico
- Otto Sirgo (padre)

## Versión en Estados Unidos
La productora Warner Bros adquirió los derechos del guion y lo filmó como Romance en Alta Mar (Romance on the high seas (1948) dirigido en Estados Unidos por Michael Curtiz, que fue el vehículo para lanzar como estrella a Doris Day. 

## Comentarios
Para la revista Set la película es artísticamente discreta pero puede ser de firmes valores comerciales por su protagonista y las canciones en tanto Calki comentó:

”Libertad Lamarque, que vuelve a un género en el que no ha podido lucir nunca…Alegre y ameno como un folleto de turismo.”